# 马利托
马利托（義大利語：Malito），是意大利科森扎省的一个市镇。总面积16平方公里，人口839人，人口密度52.4人/平方公里（2009年）。ISTAT代码为078072。